# Franz Morat jun.
Franz Morat jun. (* 27. April 1911 in Eisenbach, Hochschwarzwald; † 9. Oktober 1986 in Genf) war ein international tätiger Unternehmer, dessen Entwicklungsarbeit in der ersten vollelektronisch gesteuerten Rundstrickmaschine der Welt resultierte.

## Leben und Wirken

### Jugend und Studium
Als zweiter Sohn von Franz Morat sen. und Theresia, geb. Klaiber, wurde Franz Morat jun. am 27. April 1911 in Eisenbach geboren. Zu diesem Zeitpunkt führte sein Vater zusammen mit den Brüdern Joseph und Hermann das im Jahre 1863 auf dem Höchst gegründete Unternehmen Johann Morat und Söhne. Im August 1912 entschlossen sich die drei Brüder, diese offene Handelsgesellschaft in zwei Gesellschaften mit eigener Firmierung umzuwandeln.
Nach dem Besuch der Volksschule Eisenbach und der Neuburg-Oberrealschule in Freiburg im Breisgau, wo er im Jahre 1930 das Abitur ablegte, begann Franz Morat ein Studium des Maschinenbaus an der Technischen Hochschule in Karlsruhe. Während seines Studiums wurde er Mitglied des dortigen Corps Alemannia. Nach nur drei Semestern brach er das Studium auf Wunsch seines Vaters ab, um dem durch die Weltwirtschaftskrise in Schwierigkeiten geratenen Betrieb neue Absatzmärkte zu erschließen. Zu diesem Zweck begab er sich im Februar 1932 nach Paris.

### Berufliche Selbständigkeit
Im Pariser Vorort Neuilly gründete er die Firma Framex, die den Vertrieb der Erzeugnisse seines Vaters und seines Bruders Hugo übernahm. Hierzu zählten die patentierten Foto-Selbstauslöser und Zeitschalter für Autowinker.
Obwohl sich die Entwicklung wegen der latenten Deutschfeindlichkeit in Frankreich („On achète pas chez les boches – Les boches payeront tout“) kompliziert gestaltete, stellten sich schon bald erste Erfolge ein, so dass Morat bereits 1936 einen Buick und ein Sportflugzeug für die regelmäßigen Flüge nach London erwerben konnte. Dort hatte er im gleichen Jahr ein weiteres Unternehmen im Bereich Kfz-Zubehör gegründet. Im Jahre 1937 erfolgte die erste Schiffsreise in die USA zum Abschluss eines Lizenzvertrages mit einem der bedeutendsten nordamerikanischen Hersteller von Autozubehör. Bei dieser Schiffsreise lernte er seinen zukünftigen Schwiegervater kennen.

### Zweiter Weltkrieg und Nachkriegszeit
Ende August 1939, kurz vor Ausbruch des Zweiten Weltkriegs, musste er Paris verlassen, um der Inhaftierung zu entgehen. Mit der französischen Niederlage im Juni 1940 kehrte er in seinen Pariser Betrieb zurück. Gleichzeitig wurde er vom Rüstungskommando zum Betriebsführer in Eisenbach ernannt. Dem mit diesem Vorgang eigentlich zwingend verbundenen Beitritt zur NSDAP konnte er sich bis zum Kriegsende erfolgreich entziehen, indem er die ihm vom Neustädter Kreisleiter Kuner aufgedrängten Unterlagen mehrfach zwischen Paris und Neustadt hin- und herschicken ließ.
Am 1. Juni 1940 heiratet er in Eisenbach Anneliese Charlotte Wilhelm aus Wiesbaden. In dieser Ehe wurden zwei Kinder geboren, Franz Armin im November 1943 und Gisela Christiane im Oktober 1945.
Unmittelbar nach Kriegsende wurde Morat von den französischen Behörden wegen Kollaboration mit den Deutschen unter Anklage gestellt und im Untersuchungsgefängnis von Fresnes inhaftiert. Da er die deutsche Staatsbürgerschaft nie aufgegeben hatte, wurde er nach drei Monaten freigesprochen und aus der Untersuchungshaft entlassen. Allerdings wurde er wegen Wirkens zum Schaden Frankreichs zur Konfiskation seiner Besitztümer in Paris verurteilt. Gleichzeitig wurde der Eisenbacher Betrieb noch bis ins Jahr 1949 hinein durch die sogenannte Demontage schwer beeinträchtigt. Dies war auch der Grund dafür, dass er sich nach wirtschaftlichen Aktivitäten in der amerikanischen Zone umsah. In diesem Zusammenhang boten ihm die amerikanischen Besatzungsbehörden den Betrieb eines Herstellers von Rundstrickmaschinen in Stuttgart-Vaihingen an. Dessen Besitzer war von den Amerikanern wegen seiner SS-Zugehörigkeit die Weiterarbeit verboten worden. Im Sommer 1945 übernahm Morat auf Drängen des damaligen Direktors der Deutschen Bank, Karl Butsch, die Firma Fritz Hellige & Co. GmbH in Freiburg, einen Hersteller elektro-medizinischer Geräte. Der Stuttgarter Betrieb wurde zunächst der Firma Hellige angegliedert. Im Jahre 1947 wurde die Firma Hellige Morat & Co. GmbH in Stuttgart-Vaihingen gegründet.

### Unternehmerische Erfolge
Sein Wissen um die Leistungen der noch jungen Elektronik brachte Morat auf die Idee, Elemente dieser Technologie auf den Bereich des Maschinenbaus zu übertragen. Substantiell trugen dazu der Ingenieur Jan Friedrich Tönnies, der bereits in einem Forschungsinstitut der Kaiser-Wilhelm-Gesellschaft in Berlin-Buch 1936 den ersten Direktschreiber zum Elektrokardiographen entwickelt hatte, und der Neurologe Richard Jung, der die parallel laufenden Forschungen zur Entwicklung des Elektroenzephalografen vorangetrieben hatte, bei.
Nach 15-jähriger Entwicklungsarbeit wurde 1963 die erste vollelektronisch gesteuerte Rundstrickmaschine der Welt, die „Moratronic“, gebaut und auf der 4. Internationalen Textilmaschinen-Ausstellung 1963 in Hannover vorgestellt. Der weltweite Durchbruch erfolgte auf den Textilmessen 1967 in Basel und Paris. Die rasante Entwicklung machte es erforderlich, in Bonlanden ein neues Werk zu errichten, wobei im Jahre 1971 mit bereits 2500 Beschäftigten ein Umsatzvolumen von nahezu 300 Mio. DM erreicht wurde. Diese Expansion mit großen Investitionen war nur durch Anlehnung an den Schweizer Maschinenbaukonzern Sulzer möglich. Dieser übernahm in Etappen die Mehrheit der Geschäftsanteile und so erfolgte im Jahr 1974 die Namensänderung in Sulzer Morat GmbH. Das Stammhaus Eisenbach partizipierte an diesen Expansionen. Das seinem Vetter Josef Morat im Jahre 1948 zur Leitung übergebene Stammwerk wurde zunächst im Jahre 1963 durch ein neues Gebäude vergrößert. Notwendige Betriebsvergrößerungen erfolgten in den Jahren 1972 und 1985. In dem freigewordenen Altbau gründete am 1. April 1963 Oskar Haberstroh mit seinem Vetter Franz Morat die Kunststoff-Spritzgießerei F. Morat & Co. GmbH. Im Jahre 1968 wurde in Kenzingen ein Zweigbetrieb zur Herstellung von Fournisseur-Motoren für die Rundstrickmaschinen aufgebaut.

### Ruhestand und Tod
Gesundheitliche Probleme veranlassten Morat Mitte der 1970er Jahre, sich zunehmend aus den geschäftlichen Tätigkeiten zurückzuziehen. 1975 wurde er zum Ehrenbürger der Gemeinde Eisenbach ernannt, er unterstützte einheimische Vereine großzügig. Im Jahr 1977 übergab er die Geschäftsanteile an seine Kinder Gisela Brake-Morat und Franz Armin Morat. Er selbst blieb dem Unternehmen als Beiratsvorsitzender verbunden.